# Бастия-5
Бастия-5 (фр. Bastia-5) — упразднённый в 2015 году кантон во Франции, находился в регионе Корсика, департамент Верхняя Корсика. Входил в состав округа Бастия. В кантон Бастия-5 входила часть коммуны Бастия. С 22 марта 2015 года территория кантона распределена между другими кантонами города Бастия.
Население кантона на 2008 год составляло 9088 человек.